# Goncourt (Haute-Marne)
Pour les articles homonymes, voir Goncourt.
Goncourt est une ancienne commune française située dans le département de la Haute-Marne, en région Grand Est. C'est le village d'origine des frères Goncourt. Ici naquit le grand-père, Jean Antoine Huot de Goncourt (1753-1832) et ses fils Pierre-Antoine (1783-1867) et Marc-Pierre, père de Jules et Edmont. Ils passèrent dans ce village leurs vacances jusqu'à l'adolescence.

## Géographie

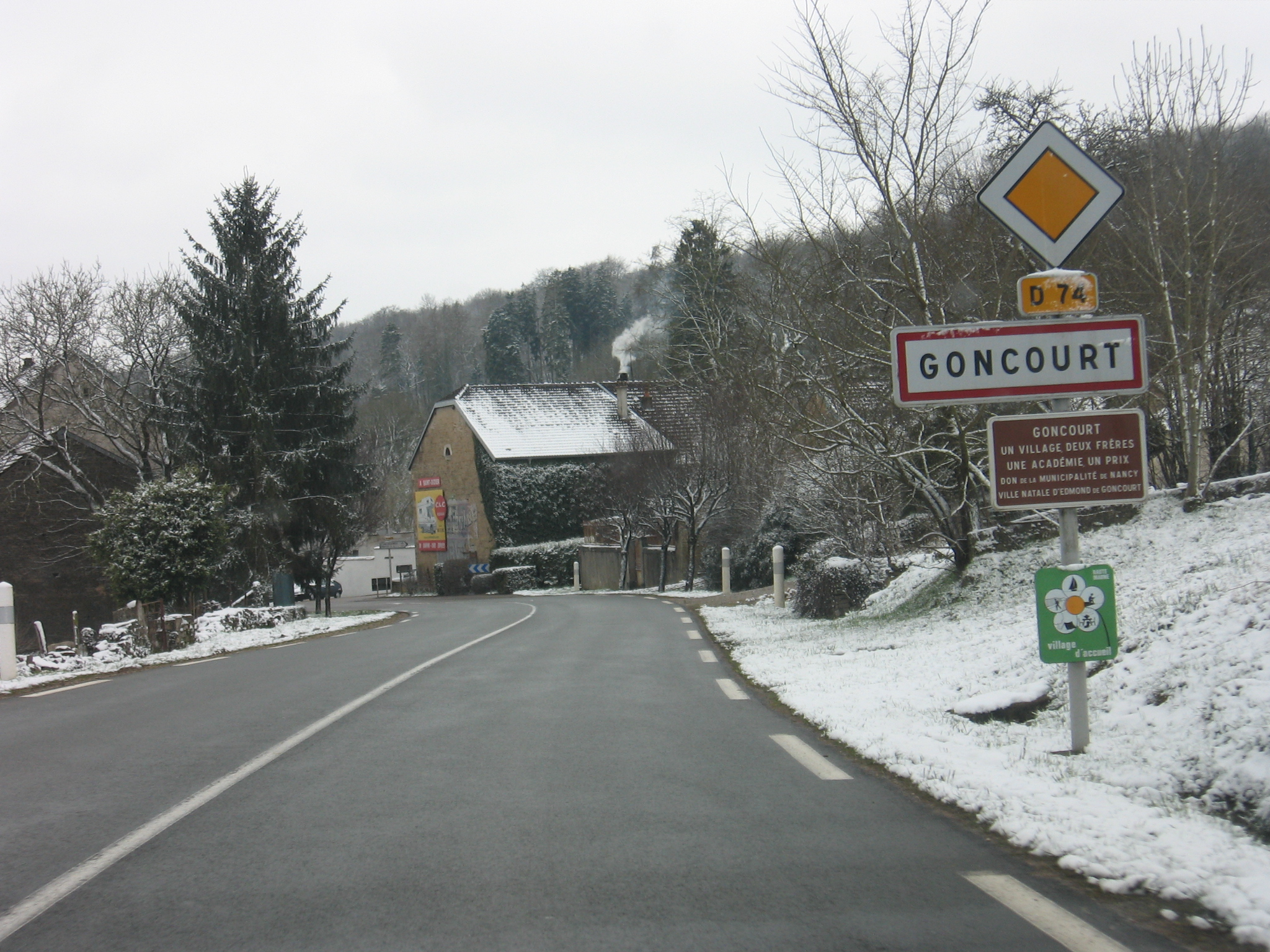
Goncourt.

## Toponymie
Ce hameau porte en 900 le nom de Godoniscort, littéralement « domaine de Godo(n) », nom de personne germanique.

## Histoire
Le 1er janvier 2019, elle est intégrée à la commune nouvelle de Bourmont-entre-Meuse-et-Mouzon.

## Politique et administration
| Période                                  | Période   | Identité    | Étiquette | Qualité |
| ---------------------------------------- | --------- | ----------- | --------- | ------- |
|                                          | mars 2008 | Albert Ruiz |           |         |
| Les données manquantes sont à compléter. |           |             |           |         |

## Population et société

### Démographie

#### Évolution démographique
L'évolution du nombre d'habitants est connue à travers les recensements de la population effectués dans la commune depuis 1793. Pour les communes de moins de 10 000 habitants, une enquête de recensement portant sur toute la population est réalisée tous les cinq ans, les populations de référence des années intermédiaires étant quant à elles estimées par interpolation ou extrapolation. Pour la commune, le premier recensement exhaustif entrant dans le cadre du nouveau dispositif a été réalisé en 2007.

En 2016, la commune comptait 259 habitants, en évolution de −11,3 % par rapport à 2010 (Haute-Marne : −4,62 %, France hors Mayotte : +2,11 %).
| 1793 | 1800 | 1806 | 1821 | 1831 | 1836 | 1841 | 1846 | 1851 |
| ---- | ---- | ---- | ---- | ---- | ---- | ---- | ---- | ---- |
| 709  | 663  | 708  | 664  | 706  | 723  | 695  | 653  | 681  |

| 1856 | 1861 | 1866 | 1872 | 1876 | 1881 | 1886 | 1891 | 1896 |
| ---- | ---- | ---- | ---- | ---- | ---- | ---- | ---- | ---- |
| 637  | 615  | 621  | 589  | 557  | 588  | 611  | 616  | 586  |

| 1901 | 1906 | 1911 | 1921 | 1926 | 1931 | 1936 | 1946 | 1954 |
| ---- | ---- | ---- | ---- | ---- | ---- | ---- | ---- | ---- |
| 615  | 594  | 561  | 470  | 466  | 411  | 412  | 433  | 423  |

| 1962 | 1968 | 1975 | 1982 | 1990 | 1999 | 2006 | 2007 | 2012 |
| ---- | ---- | ---- | ---- | ---- | ---- | ---- | ---- | ---- |
| 417  | 382  | 338  | 314  | 297  | 317  | 305  | 303  | 276  |

| 2016 | - | - | - | - | - | - | - | - |
| ---- | - | - | - | - | - | - | - | - |
| 259  | - | - | - | - | - | - | - | - |

## Lieux et monuments

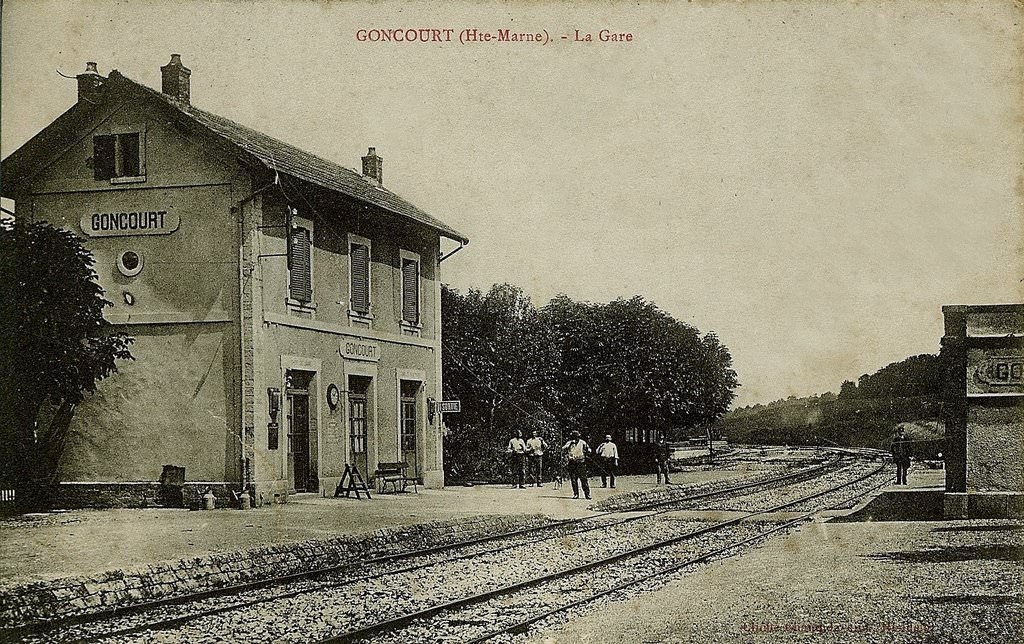
Carte postale de la gare au début du XXe siècle.
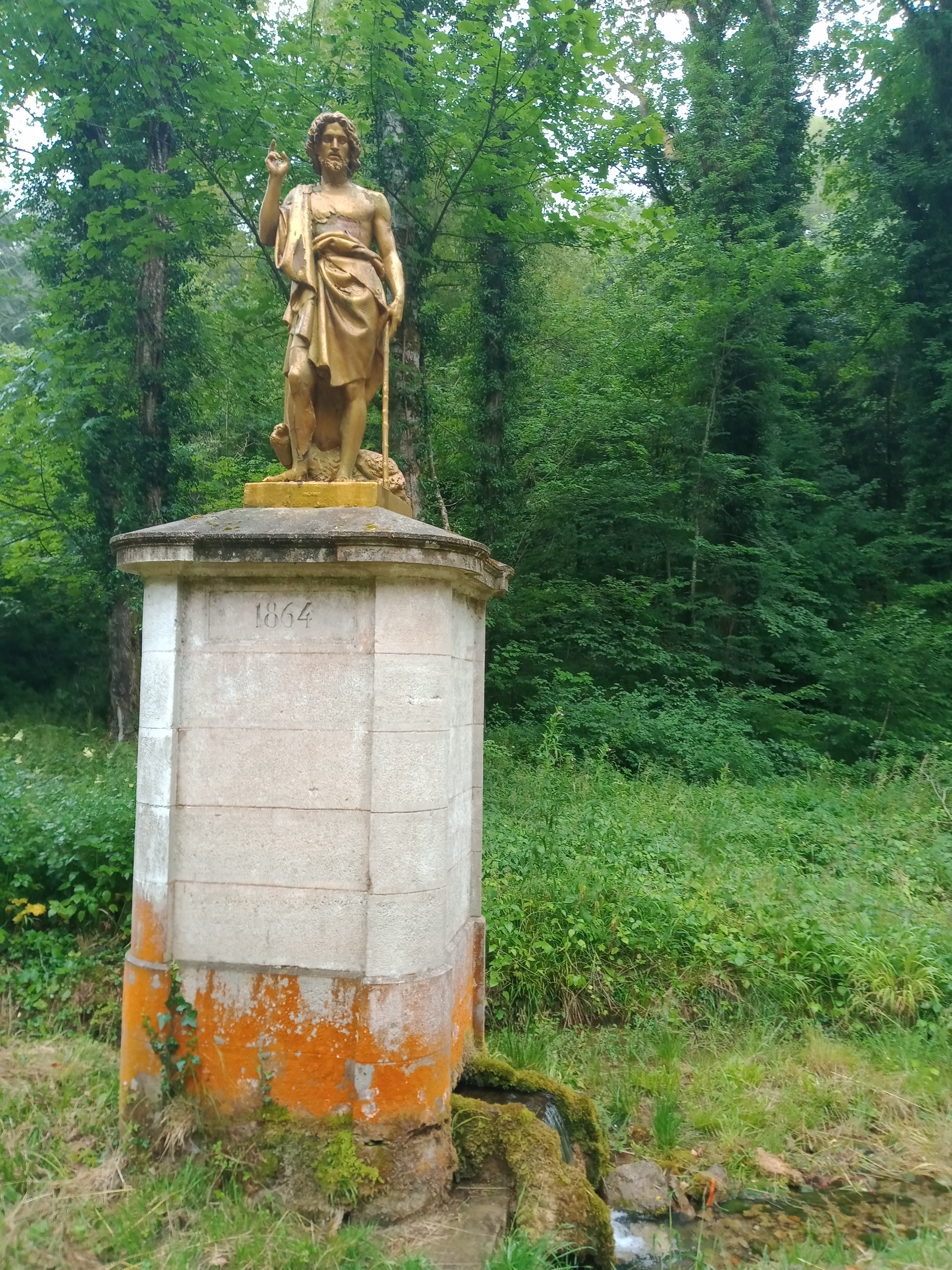
source Saint Jean

## Personnalités liées à la commune
- Jean-Antoine Huot de Goncourt (1753-1832). Ses fils furent Pierre Antoine Huot de Goncourt (1783-1867) et Marc-Pierre Huot de Goncourt, père d'Edmond et de Jules.
- Nicolas-Médard Audinot.
- Edmond Haraucourt.
- Albin Michel.